# Le Bonheur de la vie
Le Bonheur de la vie est une série télévisée d'animation française en 20 épisodes de 5 minutes, créée par Jacques-Rémy Girerd et diffusée à partir du 7 avril 1991 sur FR3 dans l'émission Amuse 3 et dans Nouba Nouba sur la RTBF sous le titre de Mamie Tich et rediffusée dans Cellulo sur La Cinquième.

## Synopsis
Une grand-mère répond aux questions, parfois embarrassantes, de ses petits-enfants sur la sexualité.

## Épisodes
1. Les Garçons
2. Les Filles
3. Les Petits Graines
4. Les Chromosomes
5. La Puberté [1/2]
6. La Puberté [2/2]
7. L'Instinct sexuel
8. À la découverte de mon corps
9. À la découverte de l'amour
10. L'Aventure amoureuse
11. La Fécondation
12. Un bébé vient au monde
13. Les Premiers Instants de la vie
14. Maman, j'ai faim
15. Les Jumeaux
16. Fille ou garçon ?
17. Choisir de donner la vie
18. Grandir
19. L'Arbre de la vie
20. Ma maison

## Produits dérivés

### DVD
- Le Bonheur de la vie (5 décembre 2005) (ASIN B000LV2JEI)